# Kotschya oubanguiensis
Kotschya oubanguiensis là một loài thực vật có hoa trong họ Đậu. Loài này được (Tisser.) Verdc. miêu tả khoa học đầu tiên.